# Ex omnibus christiani
Ex omnibus christiani (lat. „unter allen Christen“) ist eine Enzyklika von Papst  Benedikt XIV., die am 16. Oktober 1756 veröffentlicht wurde. Mit ihr wandte sich der Papst in Beantwortung eines Schreiben der französischen Bischöfe vom 31. Oktober 1755 an dieselben. Er lobte ihre Treue zum Heiligen Stuhl und versicherte sie seines persönlichen Schutzes und der Unterstützung der ganzen Kirche. Benedikt rief das Episkopat zur Einigkeit auf und betonte die Frömmigkeit des französischen Königs Ludwig XV., der in seinem Reich den Frieden wiederherstellen wollte, wie er es in seinem Brief vom 19. Dezember 1755 angekündigt hatte. Weiterhin sprach der Papst einige Kontroversen zur Thematik der Sterbekommunion an. Er empfahl den Bischöfen, hierzu eine gemeinsame Regelung in Verbindung mit der Gerichtsbarkeit und dem König herbeizuführen, und gab einige Richtlinien vor.